# Wytegra (Fluss)
Die Wytegra (russisch Вытегра) ist ein Zufluss des Onegasees in der Oblast Wologda im Norden des europäischen Teils von Russland.
Die Wytegra fließt in nördlicher Richtung durch den gleichnamigen Distrikt Wytegra und an der gleichnamigen Rajon-Hauptstadt Wytegra vorbei zum Südufer des Onegasees. Der 64 km lange Fluss wurde zu einem Schifffahrtskanal ausgebaut und bildet einen Teil des Wolga-Ostsee-Kanals. Das Einzugsgebiet umfasst 1670 km².